# Kup europskih prvaka u rukometu 1965./66.
Ovo je sedmo izdanje Kupa europskih prvaka u rukometu. Sudjelovalo je 19 momčadi. Nakon dva kruga izbacivanja igrale su se četvrtzavršnica, poluzavršnica i završnica. Hrvatska je imala svog predstavnika, RK Zagreb koji je predstavljao Jugoslaviju, a ispao je u četvrtzavršnici od SC DHfK Leipziga (14:18, 15:17). Završnica se igrala u Parizu ().

## Turnir

### Poluzavršnica
- SC DHfK Leipzig -  Dukla Prag 15:10, 13:12
- Honved Budimpešta -  KFUM Aarhus 25:12, 16:25

### Završnica
- SC DHfK Leipzig -  Honved Budimpešta 16:14

- europski prvak:  SC DHfK Leipzig (prvi naslov)